# Coeluridae
De Coeluridae zijn een groep uitgestorven theropode dinosauriërs, die leefden in het Laat-Jura. De Coeluridae behoren tot de Coelurosauria.

## Kenmerken
De coeluriden, of ze nu wel of geen natuurlijke groep vormen, waren lichte, actieve jagers, die renden op lange poten en met hun drie sterke, geklauwde vingers aan elke hand hun prooien grepen.

## Taxonomie
In 1881 benoemde Othniel Charles Marsh een familie Coeluridae om Coelurus een plaats te geven. Vanaf het begin van de twintigste eeuw werd een zeer groot aantal kleine theropoden bij de familie ondergebracht. In de jaren tachtig werd het echter duidelijk dat het merendeel daarvan wel tot de ruimere Coelurosauria behoorde maar niet speciaal nauw aan Coelurus verwant was. Bepaalde vormen, zoals Tanycolagreus, zouden wellicht wel dicht bij Coelurus in de stamboom gestaan kunnen hebben. Volgens sommige wetenschappers gaat het daarbij echter niet om een eigen aftakking maar om een reeks opeenvolgende afsplitsingen. Zij beperken het begrip Coeluridae daarom tot Coelurus zelf zodat het overbodig wordt. Anderen zien zulke vormen als basale Tyrannosauroidea of als Proceratosauridae zodat ook zij het begrip Coeluridae niet gebruiken.
Een exacte definitie als klade werd in 2007 gegeven door Philip Senter: de groep bestaande uit Coelurus en alle soorten nauwer verwant aan Coelurus dan aan de Aves en Tyrannosaurus. Volgens Senter was naast Coelurus zelf onder de bekende soorten alleen Tanycolagreus een coeluride.